# Nobleza

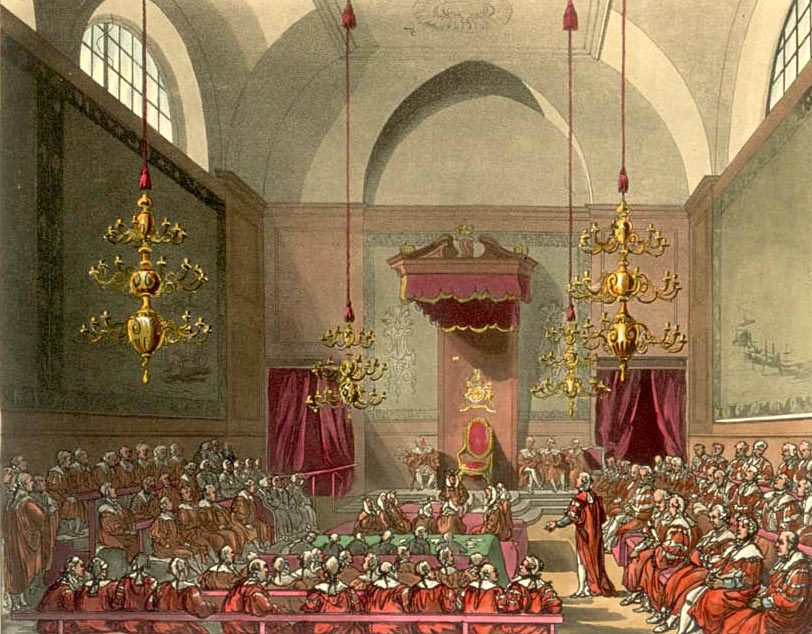
Casa de los Lores, Microcosmos de Londres (1808-1811), de Ackermann.

La nobleza  en el Antiguo Régimen era una de las clases sociales (o estamentos) junto al clero y el pueblo llano. Cada familia noble poseía un blasón y una divisa establecidos según las normas de la heráldica, y podía formar parte de la Corte del rey (nobleza cortesana) desempeñando algún cargo en el reino o dedicarse a gobernar sus posesiones o, a falta de guerra, dedicarse a la caza; desde el renacimiento, los más poderosos formaban a su alrededor también una corte o ejercían el mecenazgo artístico y cultural. Su carácter preponderante fue prácticamente abolido en la esfera política, ante el cuestionamiento de la legitimidad de su dominio y frente al argumento de la Ilustración. Su influencia se mantuvo aún después de las revoluciones burguesas (1789, 1820, 1830, 1848) y proletarias (1917).

## Etimología romana
Según quieren algunos, la palabra, noble, viene de la latina nobilis, que es lo mismo que non vilis, no vil o villano. Pero la verdad es que, nobilis, se deriva del verbo nosco, que es conocer, y así nobiles es lo mismo que noscivitas, de suerte que se llaman nobiles, porque son conocidos, notables o notorios, en su calidad y sangre, según Pompeyo Festo, Nonio Marcelo, André Tiraqueau, Bartolomé Casaneo y otros. Alude a esto Virgilio en su Eneida, «in medio sub montibus altis nobilis», que es lo mismo que notus o notabilis.
Aunque la palabra noble sea tan genérica que comprenda a cualquiera que sea «hijodalgo», pero por común inteligencia, solo comprende a los que tienen la mayor nobleza o por naturaleza o por privilegio. Los de naturaleza, a quienes llamamos nobiles patritii, y así nobilissimi en grado superlativo. Después de haber inventado los emperadores del Imperio romano títulos y epítetos varios, usaron el de nobilissimi, y a quienes se les concedía, eran partícipes de los honores del imperio y llevaban «la púrpura». De la misma manera que los emperadores, tenían puesto y se sentaban antes que el prefecto del pretorio. Un ejemplo de esto fue Ulpiano, magistrado tan superior que se tenía por la segunda persona del emperador Alejandro Severo.
El renombre de nobilissimi lo usaron especialmente reyes y emperadores, como atributo suyo. Guido Panciroli llamó nobilissimo al emperador Cómodo. Carino y Numeriano, hijos de Valentiniano Licinio se llamaron nobilisimos cæsares, lo mismo de Severo y Maximiano. Después Graciano y Valentiniano, siendo infantes, se llamaron nobiles pueri.

### Etimología según la síntesis moderna
Viene de la palabra latina nobilis, que se deriva del verbo nosco y del adjetivo notus; cuyo significado es «conocer» y «conocido», respectivamente. Alude a ser distinguido por los hechos o virtudes entre los demás hombres. En la actualidad se refiere a los descendientes de aquellos que han servido bien a la patria. Es el reconocimiento de los servicios de los antecesores en sus sucesores para estimular a estos para que siguiesen las huellas de sus mayores y se distinguiesen como ellos por sus talentos o por sus grandes servicios.
Séneca consideraba la verdadera nobleza del hombre obedeciendo a la recta razón, tener una alma justa y adornada por la sabiduría y la virtud.

## Conformación de la nobleza
- Nobleza inmemorial (en sentido estricto): la cual se refiere a aquellas grandes familias cuyos orígenes se remontan a la época de la caída del Imperio Romano de Occidente. La Nobleza Inmemorial es aquella establecida como existente desde antes de los registros normales de un título nobiliario. En su sentido restrictivo, se refiere a las familias nobles cuyos orígenes se pueden rastrear a partir de la caída del Imperio Romano, esto es, alrededor del año 490. En su sentido más inclusivo y más generalmente aceptado, se refiere a los poseedores de nobleza feudal que pueden rastrear su posesión ininterrumpida de derechos nobiliarios a tiempos inmemoriales.

En muchos reinos las casas más antiguas se consideran primus inter pares, disfrutando de este rango no por un decreto real, sino por el ejercicio sin oposición de los privilegios de la aristocracia desde tiempos inmemoriales, haciendo innecesario establecer las circunstancias de la concesión original.
El tiempo inmemorial: Es un tiempo que se extiende más allá del alcance de la memoria, los registros o la tradición. La inferencia es que el sujeto referido es, o puede considerarse, indefinidamente antiguo. El término se ha definido formalmente para algunos propósitos. En el Derecho inglés, por ejemplo, tiempo inmemorial significa "un tiempo anterior a la historia legal y más allá de la memoria legal". En 1275, por el primer Estatuto de Westminster, este tiempo fue limitado al reinado de Ricardo I “Corazón de León”, comenzando el 6 de julio de 1189, fecha de su ascensión al trono. Las pruebas de una posesión ininterrumpida o el uso de cualquier derecho desde esa fecha hizo innecesario establecer la cesión original. En 1832, el plan de fechar la memoria legal a partir de un momento fijo fue abandonado; en su lugar, se aceptó que los derechos que se habían disfrutado durante veinte años (o treinta años si era contra la Corona) no podían cuestionarse simplemente demostrando que no se habían disfrutado con anterioridad. El Tribunal de Caballería de Inglaterra y Gales (Her Majesty's High Court of Chivalry of England and Wales), un antiguo tribunal civil inglés, definió el periodo anterior a 1066 como "tiempo inmemorial" para los asuntos de la heráldica.
El año fijado como límite para el registro más antiguo conservado con el fin de ser considerado como un noble inmemorial depende de las tradiciones de cada región en particular.

### Estructura de las familias nobles
Las familias nobles durante la Edad Media y hasta la Edad Moderna estaban integradas por abuelos, padres, tíos, sobrinos e incluso los sirvientes. A esta forma se le ha llamado familia extendida o de linaje abierto. El padre era el encargado de cuidar del patrimonio y el apellido mediante los convenios matrimoniales, la primogenitura y el uso de la dote.
Los matrimonios se arreglaban con otras familias cuyo apellido tuviera prestigio y contribuyera con los bienes de la familia. Era el primogénito quien tenía el derecho y la obligación de contraer matrimonio. El vínculo matrimonial era decidido por los padres y parientes mayores. Los hermanos menores varones, "secundones", debían decidir entre una carrera militar, eclesiástica o simplemente colaborar con el hermano mayor.
Las mujeres de la familia recibían una dote, es decir, una cantidad de bienes que le eran entregados al marido en custodia y para el sustento de la esposa, lo cual se consideraba el aporte de la esposa al matrimonio. Este patrimonio era usado en negocios que al producir ganancias formaban parte de la familia, que se había extendido con dicho matrimonio. Cuando la mujer entraba a un convento se seguía el mismo procedimiento, pues estaba casándose con Dios. Esta vez, la abadesa era la encargada de la administración de la dote.
Muchos de los matrimonios se realizaban entre familiares por lo que la endogamia era frecuente. Pero al mismo tiempo era una manera de resolver problemas entre vecinos y generar conexiones políticas convenientes entre pueblos y reinos. De esta forma el señor de la casa tenía un “buen señorío” que conservaba y acrecentaba su prestigio, su linaje y sus bienes para su beneficio y el de sus súbditos.

## Por países y regiones

### España

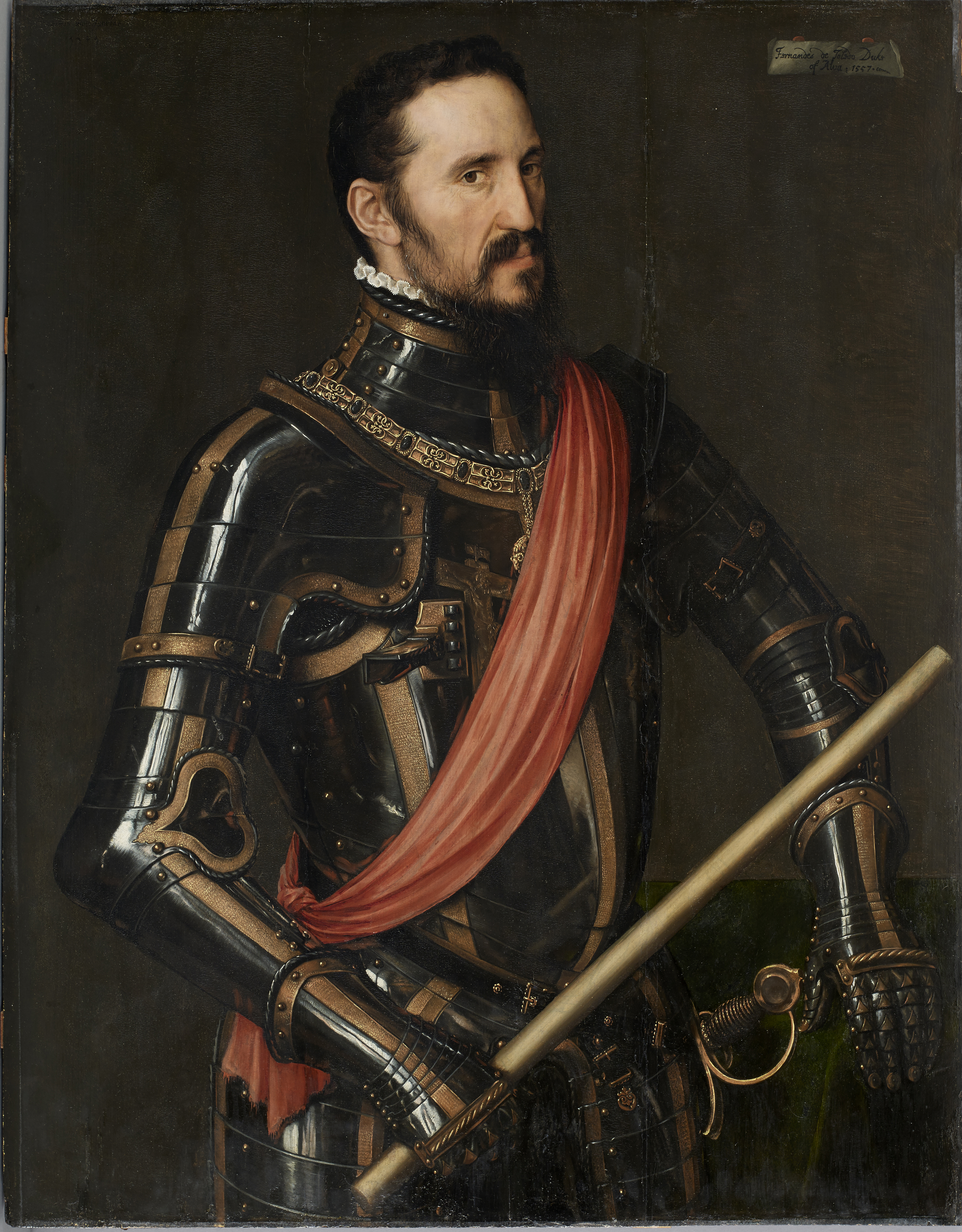
Retrato del tercer duque de Alba, uno de los más importantes representantes de esta familia.

En España se refiere a las familias nobles creadas durante las Cruzadas ibéricas o la Reconquista, comenzando con Pelayo en el Reino de Asturias en el siglo VIII y Carlomagno en la Marca Hispánica a principios del siglo IX. En particular, hidalgos de sangre (en virtud de linaje) son "aquellos para los que no hay memoria de su origen y no se tiene conocimiento de ningún documento que menciona una concesión real, cuya oscuridad es universalmente elogiada, incluso más que aquellos nobles que conocen de otro modo su origen". Un famoso, aunque ficticio, ejemplo de un hidalgo de sangre es Don Quijote, cuya nobleza fue descrita en la novela como muy conocida e inmemorial, aunque no le concedía a Don Quijote ningún beneficio material que no fuera la exención del pago de impuestos.
En España, la pertenencia a la nobleza es todavía valorada como una distinción social para algunas personas,[cita requerida] pese a tener un significado legal meramente simbólico. A este respecto, es interesante citar la Sentencia 27/1982 del Tribunal Constitucional:

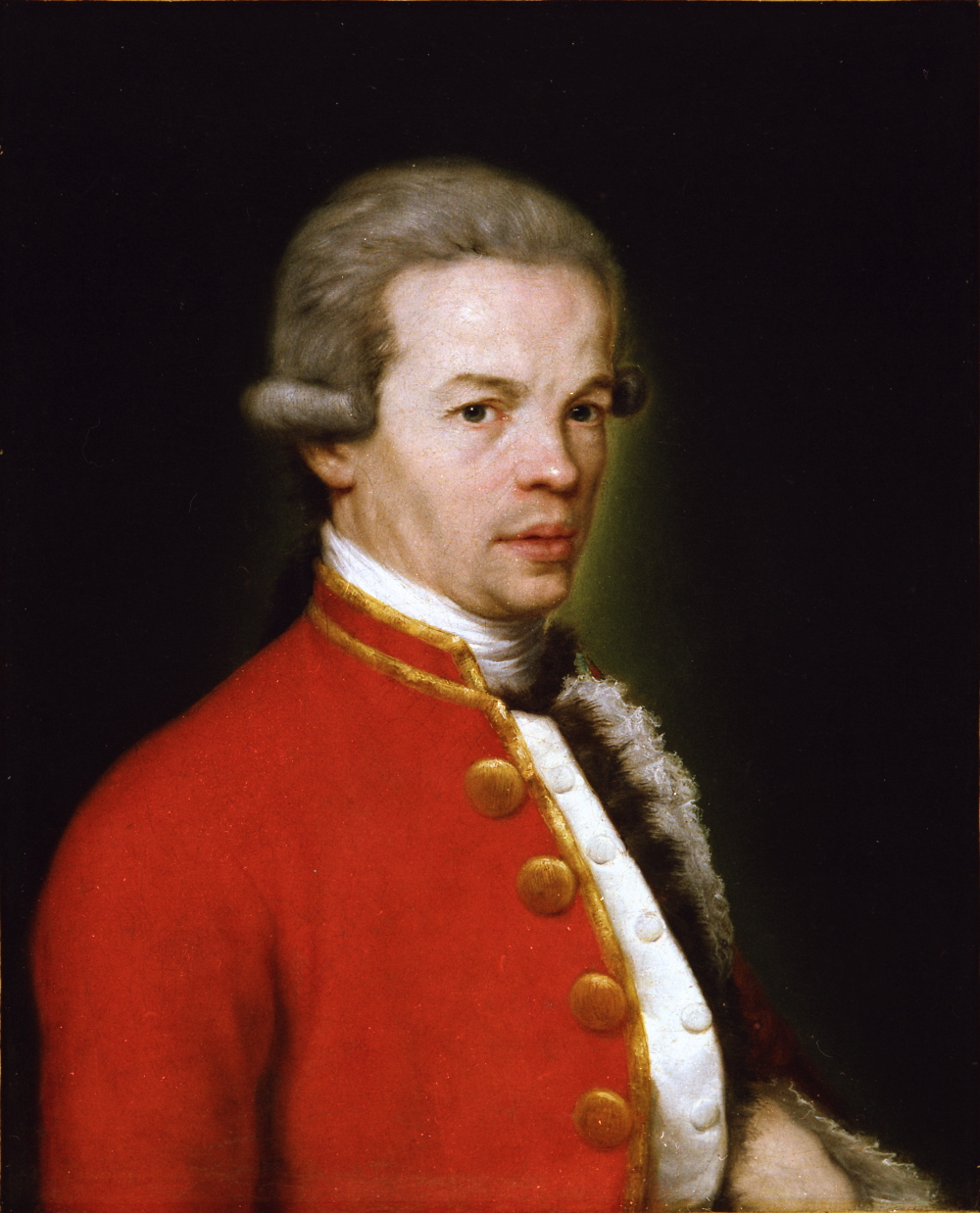
Retrato del duodécimo marqués de Villafranca (1763–1821).

...el poseer un título nobiliario, es un hecho admitido por el ordenamiento jurídico actual, que ampara constitucionalmente su concesión por el Rey a cualquier español (arts. 62 f) y 14 de la C. E.) como acto de gracia o merced en cuanto a la decisión última, pero en todo caso «con arreglo a las Leyes»; que contiene normas sobre su rehabilitación, transmisión y caducidad, y que protege el uso de los títulos y persigue la usurpación o el uso de títulos por quienes no tengan derecho a ellos. Por consiguiente, no puede afirmarse que el hecho de ser o no ser noble, tener o no tener título, carezca totalmente de relevancia para el ordenamiento, pues lo irrelevante para el Derecho es aquello que este no contempla ni regula. Y siendo un hecho lícito el ser noble no puede tampoco considerarse vejatorio ni contrario a Derecho el que con efectos limitados a determinadas relaciones jurídicas privadas se exija la prueba de que uno mismo es noble (por ejemplo, para poder ser miembro de un club o asociación deportiva privada) o de que lo es su cónyuge (como sucede en el caso que nos ocupa). El principal problema consiste en determinar cuál es el contenido jurídico de un título nobiliario, o dicho de otro modo, cuáles son las consecuencias jurídicas inherentes al mismo. Aunque poseer un título nobiliario es, como hemos visto, un hecho lícito y compatible con la Constitución, su contenido jurídico se agota en el derecho a adquirirlo, a usarlo y a protegerlo frente a terceros de modo semejante a lo que sucede con el derecho al nombre. Desde 1820 un título nobiliario es -y no es más que eso- una preeminencia o prerrogativa de honor, y por eso se entiende nemine discrepante que su concesión corresponde al Rey como uno de esos «honores» a que se refiere el art. 62 f) de la Constitución. Pero en el uso del título adquirido por concesión directa o por vía sucesoria agota el título su contenido jurídico, y no es, como en el Antiguo Régimen, signo definitorio de un status o condición jurídica estamental y privilegiada. Su esencia o consistencia jurídica se agota en su existencia.»
Sentencia 27/1982 de 24/5/1982.

### Francia

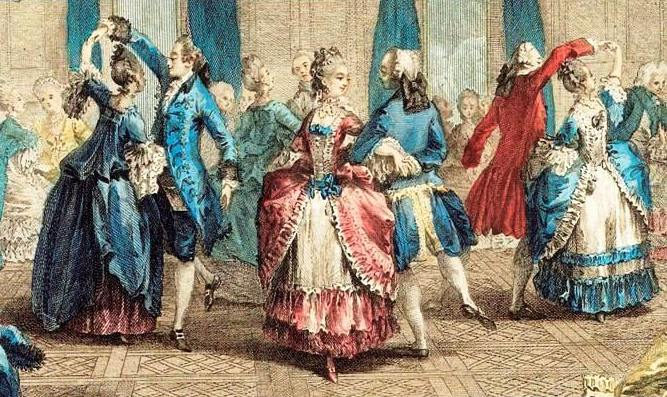
Miembros de la aristocracia francesa del en un grabado de 1774.

En Francia, estas familias son, en primer lugar, los descendientes por línea paterna y legítima de los primeros duques de Borgoña, Normandía, Gascuña y Aquitania, y de los condes de Anjou, Blois, Bretaña, Champaña, Flandes y Toulouse, y en un segundo lugar, de los condes de Angoulême, Bigorre, Cominges, Foix, Forez, Perigord, Ponthieu, Rouergue y Vermandois, y los vizcondes de Limoges, Turena, Béarn, Béziers y Carcassonne, y los señores de Borbón, Coucy y Beaujeu. Esta nobleza ni se otorga ni se puede acceder a ella.

### Irlanda
En Irlanda, las familias nobles pueden, con pocas excepciones, rastrear su ascendencia por lo menos hasta el siglo IV d. C., con sus genealogías extendiéndose aún más atrás, pero ya entrando en el reino de la mitología. Los más famosos son los Uí Néill, descendientes de Niall de los Nueve Rehenes, en el norte de Irlanda, y en el sur de la Eóganachta. Los títulos irlandeses son los nombres de los septs (divisiones de clanes) en sí mismos, como O'Conor Don, MacDermot de Coolavin, O'Neill de Clanaboy, O'Donnell de Tyrconnell, O'Kelly de Gallagh y Tycooly, O'Toole de Fer Tire, O'Donovan de Clancahill, O'Donoghue de los Glens, McGillycuddy de los Reeks, O'Callaghan de Duhallow y O'Brien de Thomond. Hay una veintena de estas nobles familias irlandesas que permanecen, aunque menos de los títulos, quizá la mitad, han estado en uso continuo desde el siglo XVII. En lo que hoy es Escocia, la antigua nobleza es en realidad muy poca, aunque muchas familias hacen reclamos. Los únicos verificables solo son unas cuantas familias de las islas occidentales, que no formaban parte de Escocia cuando aparecieron por primera vez. Los más conocidos son los extensos Clann_Somhairle, Halla el don que significa de origen noble hoy, representados por el High Chief del Clan Donald.

### Norte de Europa
En Alemania y Escandinavia, donde los registros no se mantuvieron hasta hace relativamente poco, el año límite es 1400 d. C. La nobleza que puede rastrear su ascendencia noble al menos hasta el año 1400 se conoce como Uradel.

### Reino Unido
En Inglaterra, el umbral para ser considerado un noble inmemorial sería el año 1189, el tradicional tiempo inmemorial. Sin embargo, en la nobleza de Inglaterra, el más antiguo título es el del barón de Ros, creado como Par hereditario en 1264.

### Rusia
En la Rusia Imperial, existía una categoría similar llamada древнее дворянство ("Antigua nobleza"). No tenía un año establecido, pero requería trazar su linaje a partir de Riúrik de Nóvgorod (Rurikidas) o Gediminas de Lituania (Gediminidas).

## Tipos de nobleza

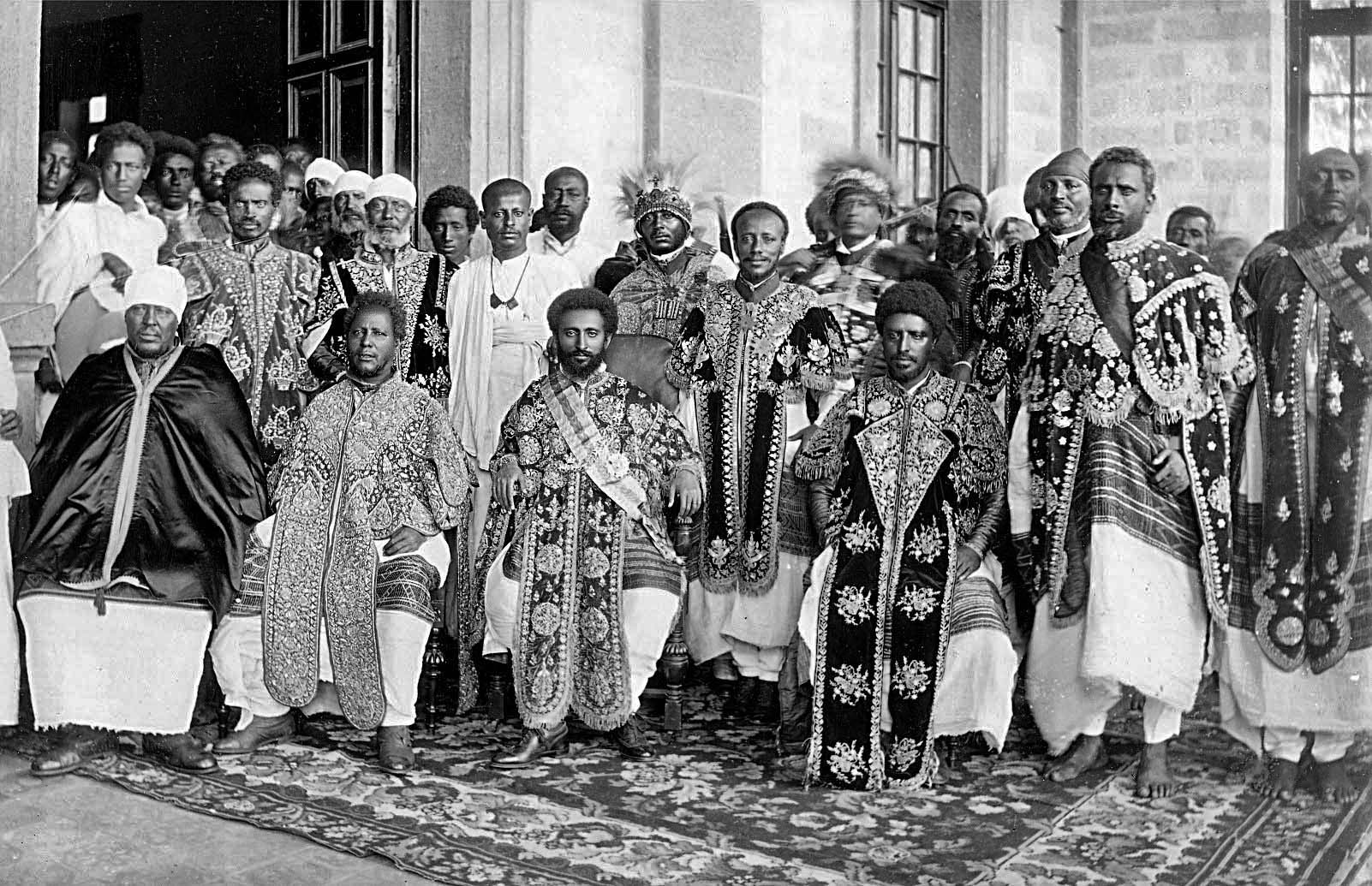
Fotografía del emperador etíope Haile Selassie (1930) rodeado de miembros de la corte.

Es la nobleza real, ya que el resto de los tipos de nobleza se refiere a personas que adquirieron los títulos de nobleza por concesión de un Soberano.
- Nobleza de privilegio: la que concedía el monarca de cada nación o Estado como recompensa de servicios prestados al Estado o acciones gloriosas, pudiendo ser personal o transmisible.
  - Personal cuando se concede únicamente a un sujeto para que de ella goce mientras viva y desaparece con su fallecimiento.
  - Transmisible cuando la tenencia es para la persona a quien se otorga y para sus descendientes de forma que pasa a todos los grados en línea recta de varón en varón.
- Nobleza de sangre: nobleza heredada de los mayores, es decir la que viene por linaje. Cuando esta nobleza se lleva transmitiendo desde tiempos anteriores a los registros existentes, también se denomina nobleza inmemorial (es sentido amplio).[2] Es el caso de la mayoría de hidalgos, que disfrutaban de su rango sin precisar de documento de concesión o carta ejecutoria de hidalguía.
- Nobleza de toga: nobleza adquirida por el ocupante de un cargo vitalicio al servicio de la corona. Era característica de la Francia del Antiguo Régimen. Los cargos vitalicios eran sobre todo de índole judicial (miembros de los Parlamentos de Francia), recaudadores de impuestos o inspectores de finanzas, o cargos cortesanos. Los ocupantes del cargo tenían el estatus de nobleza de forma vitalicia, pero si tres generaciones de una misma familia ocupaban cargos que otorgaban nobleza de toga, la familia quedaba ennoblecida permanentemente.[3]

Otro criterio es el que distingue a:
- Alta nobleza, los grandes de España o pares de Francia y los títulos (duques, marqueses, condes).
- Baja nobleza, que en España está representada por los hidalgos, escuderos, infanzones, etc., que únicamente disfrutaban de su condición privilegiada, pero no tenían por qué tener rentas para sostener un modo de vida compatible con tal condición.

La condición de señor de un señorío o feudo, dependiendo del tamaño o riqueza de este, normalmente daba los recursos necesarios para mantener una forma de vida compatible con la nobleza: es decir, el no trabajar. El grado de caballero, que normalmente coincidía con la pertenencia a una Orden Militar u Orden de Caballería, podía proporcionar rentas suficientes o no (había caballeros de mogollón, a los que había que mantener en la sede de la orden). Otras situaciones por las que un noble podía adquirir rentas que le permitieran acceder a la alta nobleza eran la posición en la Corte —nobleza cortesana—, o en la guerra. La función militar de la nobleza fue muy importante en la Edad Media y en la Edad Moderna, al ser considerada la contraprestación que los nobles debían a la sociedad a cambio de mantener su estatus social y económico privilegiado. En España, a finales del siglo XVI la nobleza comenzó a perder su vocación guerrera, dejando los cargos militares en manos de mercenarios, mientras en otros países la nobleza seguía jugando un papel importante en el ejército. En el siglo XVIII se reformó el ejército español para tratar de volver a otorgar los altos cargos militares a los nobles. Finalmente, en el siglo XIX desaparecieron los requisitos de nobleza.

## Características

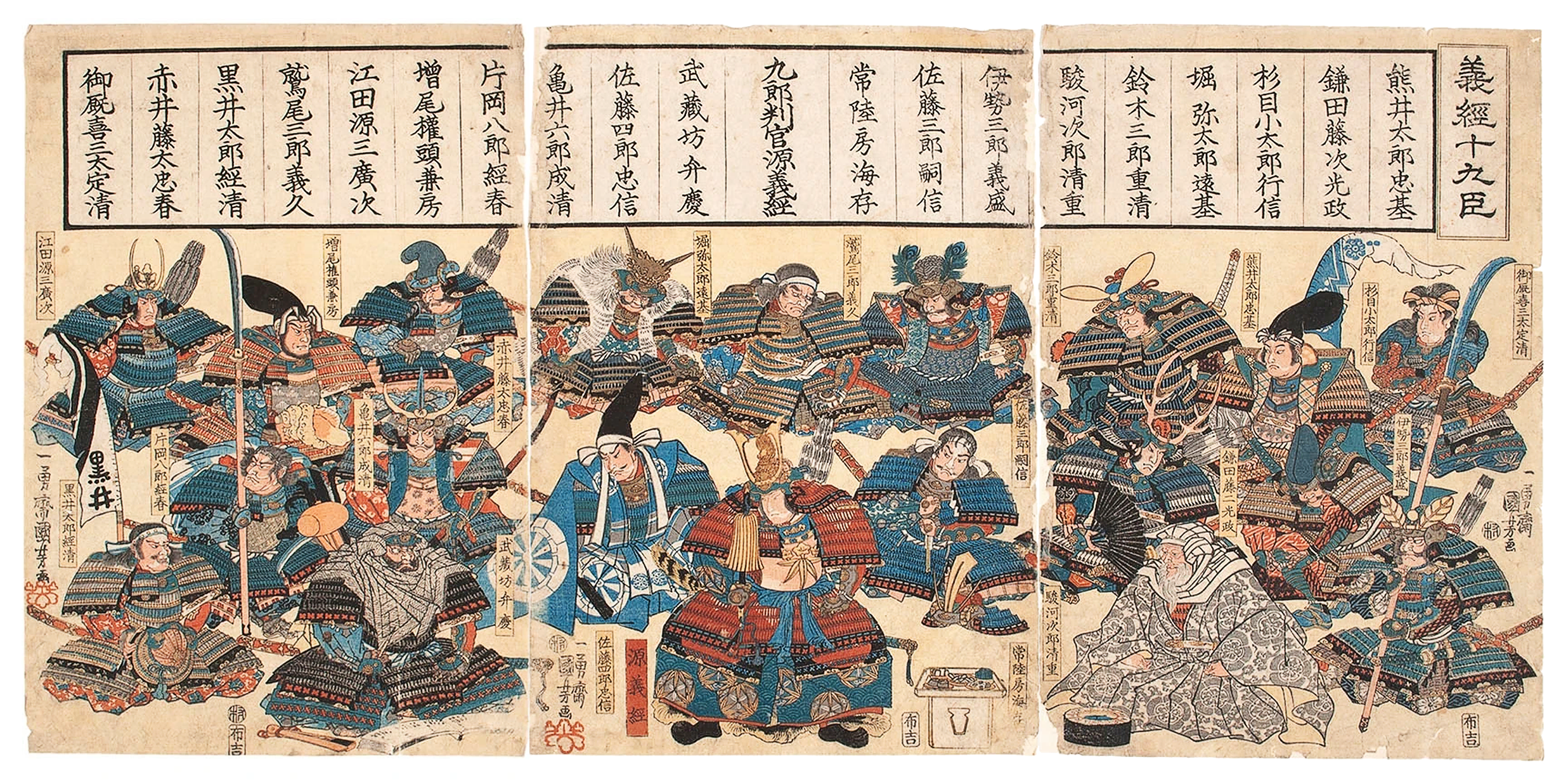
Miembros del clan Minamoto, una de las familias más importantes y poderosas en la historia de Japón.

Algunas de las características de esta clase social eran que no pagaban determinados impuestos, tenían grandes extensiones de tierras y gran cantidad de campesinos o siervos que trabajaban para ellos. Si un siervo lograba sobrevivir durante un año y un día lejos de su señor podía conseguir la libertad.
Los nobles poseían castillos y armas. Disponían de tiempo libre para la caza, la pesca e incluso para organizar torneos como las justas o combates con espadas en tiempos de paz. En el caso de estallar algún tipo de conflicto armado, estaban obligados a ponerse al servicio del rey para las guerras. En este sentido, la identificación de la nobleza con el servicio de las armas tenía como efecto que, además de reservarse a los miembros del estamento los puestos de dirección de los ejércitos, estuvieran exentos de las levas obligatorias. Esta era una fórmula de reclutamiento que algunas Monarquías, como la hispánica, comenzaron a aplicar a fines del siglo XVI.

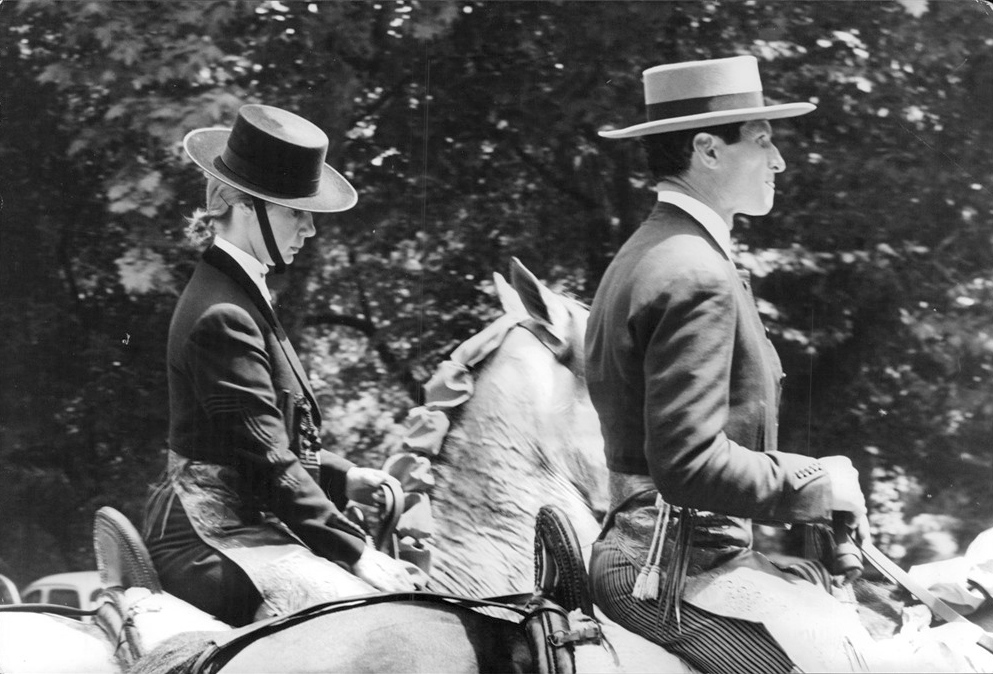
Fotografía de Cayetana Fitz-James Stuart, duquesa de Alba (1961), quien se trató de la persona con más títulos nobiliarios del mundo, con más de cincuenta.

En España sus prerrogativas estaban reguladas por las leyes (fundamentalmente en las Siete Partidas y la Novísima Recopilación) y eran las siguientes:
- Estaban exentos de tributos concernientes a los plebeyos, si bien debían contribuir para el reparo de muros, cercas, fuentes y puentes.
- No podían ser encarcelados por deudas de naturaleza civil, pero lo podían ser por las que procedían de delito o casi delito y de pechos o derechos reales, si bien en semejantes casos habían de ponerse en cárcel separada de la destinada a los demás.
- Podían ir a prisión por delito penal (robo, homicidio, etc.) pero con la virtud de estar en una celda separada de los demás reclusos.
- No podían sufrir torturas (ser puestos a tormentos).
- No podían ser condenados de la injuria que hubieran hecho a otro.
- No podían ser condenados a pena de muerte.

## Historia

### Grecia
Teseo dividió al pueblo de Atenas en dos clases, distinguiendo los nobles de los artesanos y escogiendo a los primeros como jefes de religión, siendo los únicos magistrados.
Antes de Licurgo, se distinguían en Lacedemonia dos clases de ciudadanos: los grandes o nobles y los pequeños y plebeyos. Pero deseando este legislador borrar las diferencias de clases, abolió todas las distinciones, haciendo una distribución igual de las tierras entre todos los ciudadanos y aboliendo las distinciones entre las personas.
Solón, al reformar la República de Atenas, dejó las dignidades, el mando, el poder, la autoridad y los honores en manos de los nobles y los ricos.
Se elegían los arcontes, los jueces del Areópago, el senado de los Quinientos y todos los principales magistrados y los generales del ejército.
Se reservaba al pueblo o la plebe los cargos lucrativos o poco honrosos con el derecho de sufragio en las asambleas.

### Roma
La primera división que hizo Rómulo de sus vasallos, formó el cuerpo de la nobleza de personas distinguidas por su mérito, por sus servicios y por sus riquezas. Les dio el nombre de patres y formó de ellos un senado, y todo el resto de la nación se llamó pueblo, plebs, de donde viene la distinción de los patricios y plebeyos.
Había dos grados de nobleza con relación al nacimiento, que eran los siguientes:
- Ingenuos que eran los nacidos de padres libres y que habían disfrutado siempre de la libertad.

- Gentiles, que tenían gentem et familiam o que descendían de una familia antigua: después de que los plebeyos fueron admitidos a las magistraturas, los que eran elevados a ellas participaban de la nobleza que le iba aneja, con la diferencia de que se les llamaba novi homines, hombres nuevos, para dar a entender que habían sido nuevamente ennoblecidos.

- Entre los romanos había ciertos empleos que daban derecho a los que los ejercían para hacer su retrato o pintura o escultura, ius imaginum, lo cual ennoblecía una familia. Las familias que habían tenido magistrados curules, ponían en los atrios de sus casas ciertos armarios con varios nichos y en ellos el retrato de alguno de sus mayores en cera con colores al natural. Una línea tirada de alto a abajo a la manera de nuestros árboles genealógicos significaba la filiación y descendencia. En los entierros se sacaban estos retratos y se llevaban en procesión detrás del cadáver a modo de triunfo.

- También había algunos otros signos exteriores de la nobleza, como eran las bolitas de oro que se colgaban al cuello de los niños y los cristales que llevaban en su calzado. Esto ocurrió en otras civilizaciones antiguas, como fueron los persas, que tenían derecho de ir siempre a caballo. En la antigua India que se distinguían por sus trajes de biso. Los atenienses con sus adornos de oro en la cabeza. Los bretones por el color azul que se pintaban.

- La nobleza en Roma no estaba deificada, pero sí se hallaba figurada en muchos monumentos antiguos como en los siguientes:
  - En las medallas del emperador Cómodo se la ve representada, como observa Montfaucon, por una mujer en pie con una lanza en la mano derecha.
  - Una medalla del emperador Geta la representa en hábito talar, teniendo una lanza en una mano y en la otra una figura de Minerva, aludiendo a los dos modos de adquirir la nobleza, por las armas o por las letras.
  - Gravelot coloca una estrella sobre su cabeza o la suerte que preside al nacimiento.

- En tiempo de los emperadores romanos se encuentra algún ejemplo de nobleza adquirida, no por el ejercicio de alguna alta magistratura, sino por concesión imperial, lo que hace a subir a época bien remota el ennoblecimiento por cartas del monarca dado a conocer posteriormente por Jean François de Vaines en su obra Diccionario razonado de diplomática (Dictionnaire raisonné de diplomatique), conocido como protocolo de dignidades augustales.

### Pueblo judío
Moisés habla de la nobleza en el libro del Deuteronomio. En el Levítico se dice que el sumo sacerdote no mezclará la sangre de su linaje con gente plebeya. Sin embargo eso solo consta en biblias cristianas, por lo que es tendencioso basarse en estos datos como referencia histórica.
Se entiende por nobles aquellos que eran conocidos y distinguidos del común de las gentes, los cuales fueron nombrados príncipes y tribunos para gobernar al pueblo judaico.
En los libros de la Torá se habla de la tribu de Levi de donde provienen los cohanim o sacerdotes que dirigían las ceremonias religiosas en el primer y segundo templo. Además se habla del nombramiento de Reyes (no necesariamente como cargo hereditario), además de existir el nombramiento de Jueces encargados de asuntos menores.

### Nobleza feudal
Todo poseedor de un feudo era noble, pero la mayor o menor importancia de los feudos contribuyó a establecer diversos grados en la nobleza. Los más encumbrados eran los duques, condes y marqueses, poderosos señores que solo rendían homenaje a los reyes y de quienes dependían numerosos vasallos.
De menor jerarquía, eran los llamados en Francia barones, y en España ricos-hombres, quienes a su vez recibían el homenaje de señores de inferior categoría, poseedores de feudos más pequeños. Estos últimos constituían la pequeña nobleza y eran llamados castellanos, hidalgos o caballeros. (Como los nobles combatían a caballo, el término caballero se convirtió más adelante en sinónimo de noble).

La herencia de los beneficios había convertido con el paso del tiempo a los señores feudales en un orden social cerrado: ya no se podía hacer uno noble por méritos o por los cargos desempeñados, se era de nacimiento. Para reforzar el poder sobre un territorio, para concentrarlo y para asegurar la transmisión de padre a hijo, la nobleza adaptó una estructura familiar fundada en el linaje; es decir, regulada por la descendencia masculina de los primogénitos de un mismo antepasado. Los hijos no primogénitos llegaban al rango de caballeros a través de una ceremonia reglamentada, una investidura que presuponía la consignación de las armas y de las insignias.

### Nobleza española
El origen de casi toda la nobleza española se encuentra en la época de la Reconquista, en que los sucesores de Don Pelayo echaron en las montañas de Asturias los fundamentos de la nueva monarquía que había de expulsar a los árabes de España. Los descendientes de los godos mantuvieron inicialmente una cierta precedencia, pero enseguida fueron incorporándose por méritos quienes derramaban su sangre en la Reconquista, y se concedieron mercedes a quienes repoblaban las peligrosas tierras fronterizas otorgándoles los privilegios propios de nobleza o hidalguía.
También se les daba honras y franquezas que servían a los demás a seguir el ejemplo y como forma de estimular a los demás a ir al combate no solo en defensa del territorio, sino como recompensa personal, reconociendo las más ilustres casas de España su origen en personas particulares que por sus gestas merecieron ser recompensadas con títulos de nobleza para sí y sus descendientes, llegando a conseguir con el tiempo las dignidades de caballeros, condes, marqueses, duques y ricoshombres y hasta la Grandeza de España.

## Nobles e Iglesia católica
Según el Diccionario de derecho canónico: traducido del que ha escrito en francés el abate Andrés, volumen 4, 1848, la voz nobles, nobleza:

En Derecho Canónico parece que no puede introducirse ni conservarse sin abuso de la Iglesia, la regla de no admitir para los cargos y los beneficios más que a los nobles, como opinan canonistas como Barbosa y Felino.

No obstante, las disposiciones que en tiempos más pretéritos unían ciertas prerrogativas a la condición de noble, eran muy legítimas y a veces de utilidad, como refirió el sabio Tomasino de la Iglesia de Lyon en la que en 1245 había 72 canónigos, de los cuales uno era hijo de emperador, nueve de reyes, catorce de duques, treinta de condes y veinte de barones afirmando que esta Iglesia primada atrajese a otras con su ejemplo a la misma práctica y quizás ella misma siguió el ejemplo de alguna otra, aunque se cree que fue por motivos religiosos y no por intereses mundanos ya que la piedad de personas poderosas eran un buen reclamo para otras.

### Cabildos catedralicios y cortes señoriales espirituales
En España la estructura de las familias nobles propiciaba que varios de sus miembros, de los hijos secundones y mujeres, se ingresaran a la vida eclesiástica. De esta forma se generaban alianzas, se aumentaba y difundía el prestigio, se incrementaba el patrimonio familiar y se facilitaba la influencia en los gobiernos municipales mediante las actividades de los cabildos catedralicios y las cortes señoriales espirituales.
Los hombres podían ingresar tanto al clero regular como al secular. Para obtener un cargo dentro de la Corona española debían obtener, por lo menos, el título de bachiller en alguna universidad. La carrera como funcionarios reales contribuía tanto a su prestigio como a su fortuna. Si formaban parte de un cabildo catedralicio tenían injerencia tanto en asuntos económicos, políticos y sociales, ya que estos se encargaban de:
- Transferir y controlar las rentas de los diezmos.
- Fungir como mediador de conflictos.
- Realizar tareas de propaganda y legitimación. Mediante los mecenazgos nobiliarios se fundaban templos que eran ornamentados con elementos iconográficos y heráldicos. Además se encargaban de la organización de festividades religiosas.[11]

Durante los siglos XVI y XVII, la nobleza española dio forma a las cortes señoriales espirituales. Estas fueron un modelo educativo de realeza y dinastía piadosa que vivía en palacios-conventos donde se dedicaban a hacer oración y a observar el cumplimiento de los mandamientos rituales-sacramentales, mismos que servían como ejemplo de virtudes católicas. Las casas o palacios se convertían en espacios sacralizados que daban difusión, legitimación y reconocimiento a la aristocracia.
Este modelo religioso tenía el objetivo de permitir que todos, especialmente los que no estaban encargados de dirigir las instituciones, practicaran las virtudes y la gracia de Dios. Los fieles se adaptaban a la tarea según su estado jurídico y social (frailes, huérfanas, hijos bastardos, viudas, mujeres que no se habían casado, esposas). De esta forma los súbditos podían participar activamente para combatir la herejía y alcanzar la paz del reino. En un orden jerárquico, correspondía al rey y a los nobles cumplir la obligación con Dios para mantener la religión por medio de la doctrina y el ejemplo.

Cuando los príncipes son malos, ligeramente caen los súbditos y son pervertidos los reinos. Así como los buenos son resucitados y en virtud establecidos. Cuando los príncipes son buenos y devotos, son muy buenos para sí mismos y para muchos. Son causa que las virtudes sean estimadas y las buenas costumbres amadas y proseguidas, y sean, por consiguiente, sus reinos reformados y aumentados, sublimados y establecidos. Y son causa que nuestro Señor Dios sea más conocido y servido en todo su reino, y alcancen para sí mayor felicidad en los cielos y salud temporal y eterna para sus pueblos.

El modelo de realeza y nobleza devota y espiritual produjo beatas, santos, frailes, místicos, profetas que practicaban las virtudes personales (generosidad, paciencia, oración, asistencia a misa), el dominio de las pasiones, la piedad con los necesitados (visita y curación de los enfermos, predicación de la doctrina), las donaciones a la iglesia, fundación de conventos, monasterios y hospitales. Esas cortes señoriales, a veces pequeñas casas en ciudades y villas, formaban extensas redes que conectaban conventos, monasterios, beaterios a través de todo el reino. Estas tenían relación con las alianzas y parentescos de las grandes familias de la nobleza (Guzmán, Ponce de León o casa de Arcos, etcétera). Así que la conexión entre las redes de cortes señoriales interactuaban con el establecimiento y la difusión de las órdenes religiosas. De esta forma se enseñaba a los fieles de menor rango social en las devociones católicas. La política hispana entrelazaba el funcionamiento entre las instituciones civiles y eclesiásticas, mismo que se siguió posteriormente en las colonias.

## La prueba de ser noble
Hay pruebas para demostrar la pertenencia a la nobleza en España que son las siguientes (seguro hasta principios del siglo XX):
- El título de su concesión.
- Prueba de posesión local acreditando que el pretendiente y su padre han estado en posesión de hijodalgo por espacio de 20 años y en su virtud se le manda guardar la posesión de hijodalgo en la localidad en donde vive solamente denominado hidalgo de gotera o de canales adentro que significa que saliendo del lugar ya no lo es.
- Prueba de posesión general en que se ha demostrar de tres personas, el del pretendiente, su padre y su abuelo por igual tiempo de veinte años cumplidos y continuos y al que lo probare se manda amparar en la posesión de la hidalguía que le ha de ser guardada generalmente pero no se le declara hidalgo en propiedad, porque este litigio se conserva al procurador fiscal y al concejo del pueblo para que sigan su derecho y, si estos vencen después, se manda despojar de la posesión al pretendiente.
- Prueba de propiedad posesoria que se consigue probando la del pretendiente, padre y abuelo y la prueba de la inmemorial y se pide ejecutoria y se declara hijodalgo al pretendiente imponiendo perpetuo silencio a los contradictores.

## Títulos y denominaciones

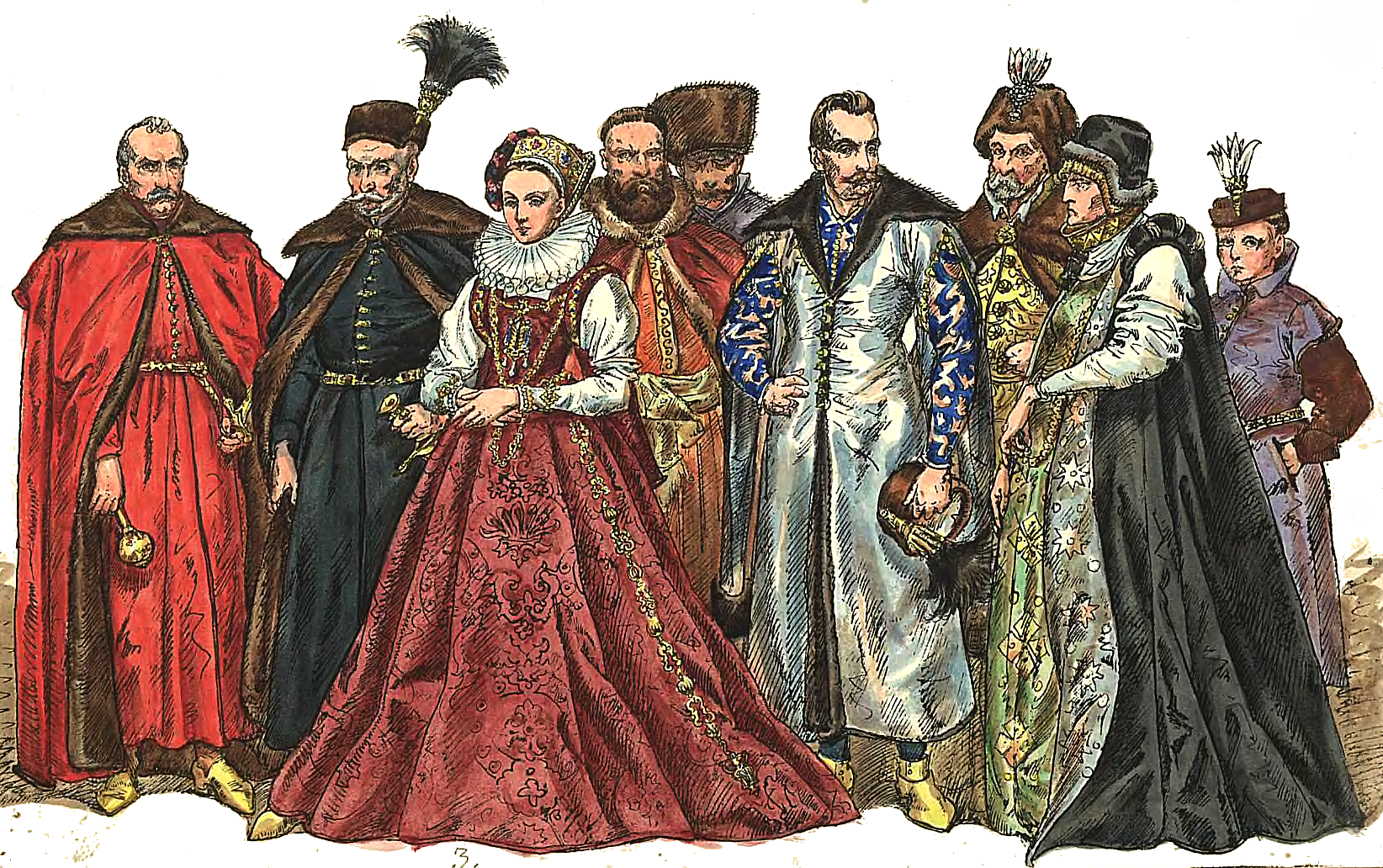
Miembros de la aristocracia polaca 1576–1586

En la nobleza existían muchas clases y denominaciones que formaban categorías en ellas mismas, conocidas con los siguientes nombres:
- Infanzón, denominación bajo la que se agrupa a las distintas clases de nobles no titulados en el Reino de Aragón. Podían ser hermunios o de privilegio.

- Hidalgo o hijodalgo , persona que por su sangre es de una clase noble y distinguida. En el antiguo régimen eran mayoritarios en Cantabria, Asturias, Vizcaya, Guipúzcoa y muy numerosos en Castilla la Vieja y Navarra.[13]

- Simple. De solar conocido y de devengar 500 sueldos, es decir, de casa más antigua y noble perteneciente a una familia.
- Gentilhombre, noble que servía en casa de los reyes.
- Escudero, persona de la nobleza generalmente emparentada con una casa ilustre por la que es reconocido y tratado como tal, hidalgo al servicio de una gran casa.
- Caballero, hidalgo de calificada nobleza, miembros de las Órdenes Militares, etc.
- Ricohombre, el que en lo antiguo pertenecía a la primera nobleza de España.
- De pendón y caldera, se trata de ricos hombres de Castilla con privilegios por parte de los reyes en tener como divisa un pendón para movilizar gente y la caldera que los gastos corrían de su cuenta.
- Conde, título nobiliario que concedían los reyes y en la Edad Media equivalía a gobernador de una comarca.
- Marqués, título nobiliario que corresponde al magnate que estaba al frente de una marca o frontera de su nación.
- Duque, título nobiliario que se deriva de los antiguos gobernadores militares (dux).
- Archiduque, príncipes de la casa de Austria.
- Infante, los hijos no primogénitos de los reyes de la península ibérica, esto es, los hijos de los reyes de Castilla, Aragón, Navarra, Portugal y España.
- Vizconde, persona que sustituía al conde.
- Barón, título nobiliario de más o menos dignidad según el país de Europa.
- Baronet, título hereditario inglés ubicado en la pirámide nobiliaria debajo del Barón pero encima del Caballero.
- Nobile, título italiano de nobleza equivalente a baronet.
- Señor, título nobiliario poseedor de estados y lugares.
- Príncipe, título que tenía diversas consideraciones según los países:

- El príncipe de Gales era el sucesor a la Corona inglesa, y posteriormente a la británica.
- El príncipe de Asturias era el sucesor a la Corona castellana, y posteriormente a la española junto con el título de príncipe de Viana y Gerona.
- El príncipe de Gerona era el sucesor a la Corona de Aragón, posteriormente añadido al de Asturias y Viana para el heredero de la Corona española.
- El príncipe de Viana era el sucesor al Reino de Navarra, siendo posteriormente uno de los tres títulos con categoría de príncipe que recibe el heredero a la Corona española.
- En Francia, Italia y otros países era un título de la alta nobleza.
- En el Sacro Imperio, y en las posteriores Confederación Germánica e Imperio Germánico, era una categoría del noble que gobernaba un territorio con funciones análogas a las de monarca. Antes de 1356 tenían el derecho de elegir al Emperador.
- Algunos monarcas, especialmente de los Estados pequeños, toman el título de príncipes.

- Delfín, título del sucesor de los reyes de Francia desde 1349, anteriormente del noble señor de la región del Delfinado.
- Grande de España, individuo de la primera nobleza con importantes rentas y privilegios. Uno de ellos era poder cubrirse ante el rey o en el caso de las señoras sentarse delante de la reina.  También eran llamados «primo» por el rey.

La dignidad de grande de España, que sucedió a la ricahombría antigua, fue la que gozó de mayores consideraciones y más dignidades. Dichos privilegios eran ralativos al servicio interior de palacio, personas reales, gobierno de la nación, ejércitos, suprema administración de justicia y otras. Ser grande de España era como un salvoconducto para aspirar a los cargos más importantes de los distintos reinos en España.
Los primeros nobles conocidos durante la Restauración de España fueron conocidos como infanzones, caudillos de las casas fuertes (como fueron Don Pelayo en Asturias, García Jiménez en los Pirineos y García Íñiguez de Pamplona en el reino de Pamplona). Fueron los verdaderos y antiguos solares de la nobleza en España.
Estos primeros nobles conquistaron desde sus fortalezas muchas tierras y despojos con los que se hicieron poderosos. Heredaban estas posesiones los hijos mayores, y los segundos eran pobres llamándose todos infanzones. Posteriormente este nombre se entendió por hijodalgo y pertenece ya al romance castellano.
Alfonso X, en sus leyes, dio el verdadero sentido etimológico a la palabra nobleza al compararla en la lengua castellana con "bien". Por eso fueron llamaron fijosdalgo que muestra tanto como fijos de bien, es decir, como hijo de hombre que tiene lo que ha de menester y que no es pobre ni vive en estado vil. Los primeros hijosdalgo fueron aquellos que cuando la tierra se iba conquistando de los moros, salían con armas y caballos suyos a ayudar al rey.
Posteriormente a los más poderosos ricos hombres, dignidad de la misma nobleza que era de mayor valía. De esta procedieron nuestros actuales grandes de España.
A través el tiempo, estas casas nobles llegaron a adquirir tal consideración que se otorgaron no solo a los particulares que se habían distinguido, sino a los mismos príncipes de la sangre real (véase el memorial del duque de Arcos).
Este hecho elevó a Felipe V del que se dice, entre otras cosas, que el título de grande de España no solo se les dio a los nietos legítimos de los reyes de España. Además se les otorgaba a los hijos y nietos legítimos de los reyes o príncipes, españoles o extranjeros que llegaran a Castilla. De esta forma los príncipes soberanos de Europa no obtenían más grado ni dignidad que la de ricahombría o grandeza.
Esto se justificó en el tiempo del rey don Alfonso X el Sabio cuando se confirman sus privilegios como ricos hombres a las siguientes personas:
- Los duques de Brabante y de Borgoña.
- El marqués de Monferrato.
- El conde de Flandes.
- Los vizcondes de Bearne y de Limoges.

Tenían algún reconocimiento a la Corona.
Por esta misma razón los confirmaban en esos privilegios y con los otros grandes los reyes de Granada, Murcia y Niebla, de Jerusalén, el emperador de Constantinopla y los cuñados del emperador Federico II, etcétera.
En esta época los nobles y grandes de España no solo alcanzaron una estimación honorífica. También disfrutaron de Estados y señoríos, donde fueron pequeños soberanos. Se relacionaban unos con otros por su genealogía o contando entre sus ascendientes, nombres ilustres y gloriosos.
En el Memorial del duque de Arcos se dice lo siguiente de algunas casas nobles de España:
- Que la casa de Lara que procede de los condes de Castilla, tuvo en España la soberanía de Molina y Albarracín y en Francia el ducado de Narbona. Que el señorío de Lara recayó por sangre en la casa real de Castilla y que aún se pone en los dictados de V. M. el señorío de Molina que fue de esta casa.

- Que la casa de Haro obtuvo grandes prerrogativas y de esta casa proceden también las de Mendoza y Ayala, de cuya sangre participaba la casa real.

- Que la casa de Velasco, ilustre entre todas las más antiguas de España, procede de Nuño Núñez Rasura, uno de los jueces de Castilla y descendiente de los reyes Hermenegildo y Recaredo. Y las casas de Acuña y Girón, que unidas produjeron a los duques de Escalonada y Osuna, descienden del infante Aznar Fruelas, hijo de Fruela II, rey de León.

- Que la casa de Moncada prueba, con testimonio de los mismos reyes de Aragón, proceder de los condes soberanos de Barcelona y no solo se ensalzó por matrimonio con los soberanos de Urgel, Ampurias, Provenza y otros, sino que gozó muchos años el principado de Bearne que recayó por sangre en la augusta casa de Francia.

- Que la casa de Toledo, siempre fecunda en líneas y héroes, no solo se cree procedente de los antiguos reyes godos, sino que tuvo la suerte de que perteneciese su sangre con el estado de Casarrubios, al rey católico por su línea materna, y a V. M. otra vez por la serenísima reina María de Médicis, su tercera abuela, que era nieta de doña Leonor de Toledo, gran duquesa de Toscana (véanse linaje y genealogía).

Por tanto, los grandes y ricos hombres tuvieron una alta consideración en la monarquía de los siglos medios a la que unieron la influencia que les daba su valor personal, sus riquezas y las grandes fuerzas que podían disponer.  Y estas contribuyeron eficazmente a la restauración de la monarquía y a la expulsión de los sarracenos de España (véase Reconquista).
Posteriormente, fue necesario cortar esta influencia por los perniciosos efectos que se dejaron sentir en los siglos XIII y XIV. Los nobles, dueños de inmensos estados y acaudillando numerosas huestes que los reconocían por sus señores naturales y les respetaban más que al monarca mismo, llegaron a ensoberbecerse hasta el extremo que la Corona tuvo que entrar en vergonzosas transacciones con ellos.
Los monarcas se vieron obligados a dar entrada en las Cortes a los plebeyos, o sea, al estado llano (véase Cortes de Castilla), para hacer causa común contra la nobleza porque el monarca veía cercenada su autoridad por la prepotencia de los nobles.
De esta situación de reinados precarios ante la prepotencia de los nobles hay varios ejemplos, algunos de los cuales son los siguientes:
- Del reinado de Enrique III que fue a cada paso víctima de la ambición y orgullo de los magnates.

- Del reinado de Pedro el Justiciero tuvo que descargar contra algunos nobles prepotentes todo el peso de su cólera para purgar al país de muchos males que le asolaban ofreciendo en sus personas terrible y ejemplar castigo a la ambición desenfrenada y licenciosa.

Reconquistada la monarquía, los grandes siguieron el impulso que el trono les daba, porque siempre se retrataba la influencia del soberano en los magnates y poderosos que rodean el trono.
- Con los Reyes Católicos ayudaron en la conquista de Granada e hicieron expediciones al Nuevo Mundo.

- Con Carlos V vivieron siempre en campaña participando de sus conquistas, laureles y desaciertos.

- Con Felipe II de España ya no fueron más que cortesanos, empezando su decadencia.

- En la época de Felipe IV la mayoría de los nobles en España se emplearon en galantes aventuras y en intrigas palaciegas.

- Desde esa época y en adelante la mayoría de los nobles en España no fueron más que un lujoso adorno del trono y de la monarquía, compuesto de una multitud de títulos nobiliarios que residían y medraban en la Corte para conseguir cargos políticos. Por ejemplo,  el de gobernador de una provincia, virreyes en el Nuevo Mundo, etc., y gastaban en ella las rentas que les producían sus estados, muchos de ellos en lastimoso abandono.

## Nobleza en los antiguos estados alemanes
Dentro de la nobleza foránea austríaca y alemana, los títulos aparecen en su idioma original, el alemán, por lo tanto la traducción de esos títulos al español es como sigue:
- Erzherzog/Erzherzogin: archiduque/archiduquesa
- Herzog/Herzogin: duque/duquesa
- Prinz/Prinzessin (en el sentido de hijo/hija o esposo/esposa del rey/de la reina), Fürst/Fürstin (como título de algunos soberanos, p. ej. Príncipe de Mónaco): príncipe/princesa
- Graf/Gräfin: conde/condesa
- Freiherr/Freiin/Freifrau: barón/baronesa de nacimiento/baronesa consorte
- Edler Herr/Edle Herrin: noble señor/noble señora

El título de noble señor (Edler Herr) es un título especial y muy escaso (uno de ellos es el de S.A.S. la princesa y noble señora Sophie zur Lippe-Weissenfel) y para aquellos que lo tengan es un complemento del título de príncipe o duque y solo pueden ostentarlo estos dos últimos.[cita requerida]

## Nobleza en el antiguo Reino de Hungría
A diferencia de los títulos en naciones anglosajonas o francas, en Hungría hasta mediados del siglo XV, todos los nobles poseían el mismo rango, y lo que los diferenciaba era la cantidad de propiedades que tenían. Luego de la regencia de Juan Hunyadi y del reinado de su hijo Matías Corvino, se comenzaron a otorgar los títulos de barón y conde, como recompensa por hechos heroicos frente a los turcos otomanos invasores, o sencillamente por servicio al rey húngaro. Estos nuevos títulos no estaban ligados a un territorio en particular, como ocurría en otras naciones, donde había condados, baronatos y señoríos (es decir, no existía un título de «Barón de Montesquieu» que se heredaba). Los tres rangos nobiliarios en Hungría fueron entonces el de conde, barón y señor noble húngaro.
Por otra parte, los nobles húngaros heredaban un «antenombre nobiliario» (nemesi előnév) que era sencillamente el nombre de su propiedad principal, que se colocaba delante del apellido con una letra «i» para denotar el «de» de pertenencia. De esta manera, la familia noble Horthy de Nagybánya en húngaro se denota: nagybányai Horthy. Los títulos nobiliarios y antenombres nobiliarios fueron suprimidos en 1945 con la llegada del comunismo y la disolución del Reino húngaro.